# T Scorpii
T Scorpii (lub Nova 1860 AD) – nowa w galaktyce Droga Mleczna należąca do gromady kulistej Messier 80. Została odkryta 21 maja 1860 przez niemieckiego astronoma Arthura Auwersa (niezależnie zaobserwował ją Norman Robert Pogson). Gwiazda ta znajduje się w konstelacji Skorpiona.
21 i 22 maja 1860 miała jasność obserwowaną ok. 7m, do 16 czerwca osłabła do 10,5m.
Rozbłysk na kilka dni całkowicie zmienił wygląd gromady. Maksymalna jasność absolutna nowej wyniosła -8,5m, była więc jaśniejsza od całej M80.